# Polynema assamense
Polynema assamense är en stekelart som beskrevs av Hayat och Singh 2001. Polynema assamense ingår i släktet Polynema och familjen dvärgsteklar. Inga underarter finns listade i Catalogue of Life.